# Галета
Галета (на италиански: galetta или от френски: galette) е смлян сух хляб, който в кулинарията се използва за панировка на месо, риба или зеленчуци, или за добавяне към някои ястия.